# Apatura ilia
Apatura ilia là một loài bướm giáp thuộc chi trong phân họ Apaturinae trong Họ Bướm giáp. Loài này là loài bản địa phần lớn châu Âu và châu Á. Loài này giống với Apatura iris. Sải cánh dài 55–60 mm. Chúng bay từ tháng 6 đến tháng 7 tùy theo địa điểm.

## Hình ảnh

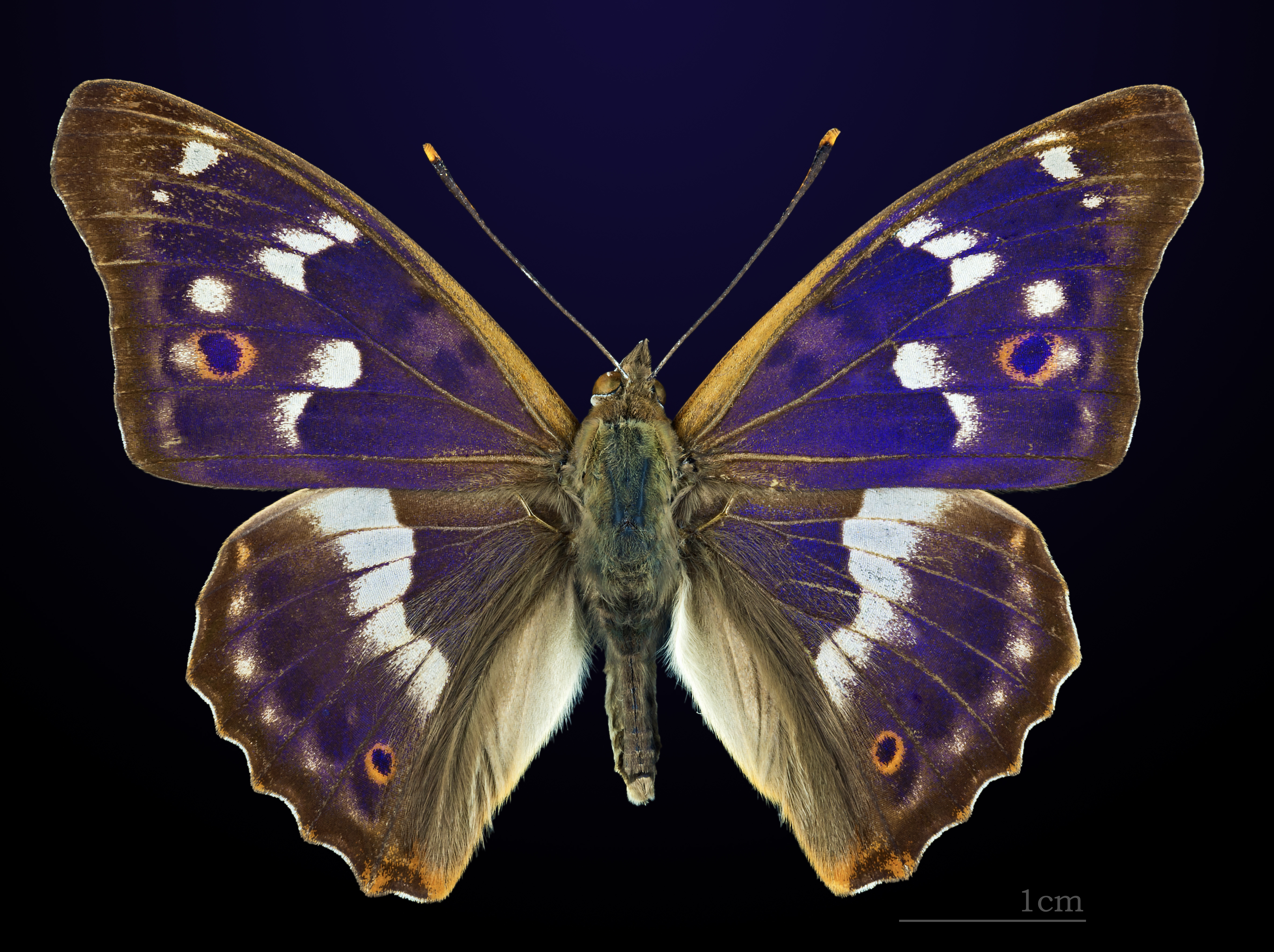
♂ Apatura ilia ilia
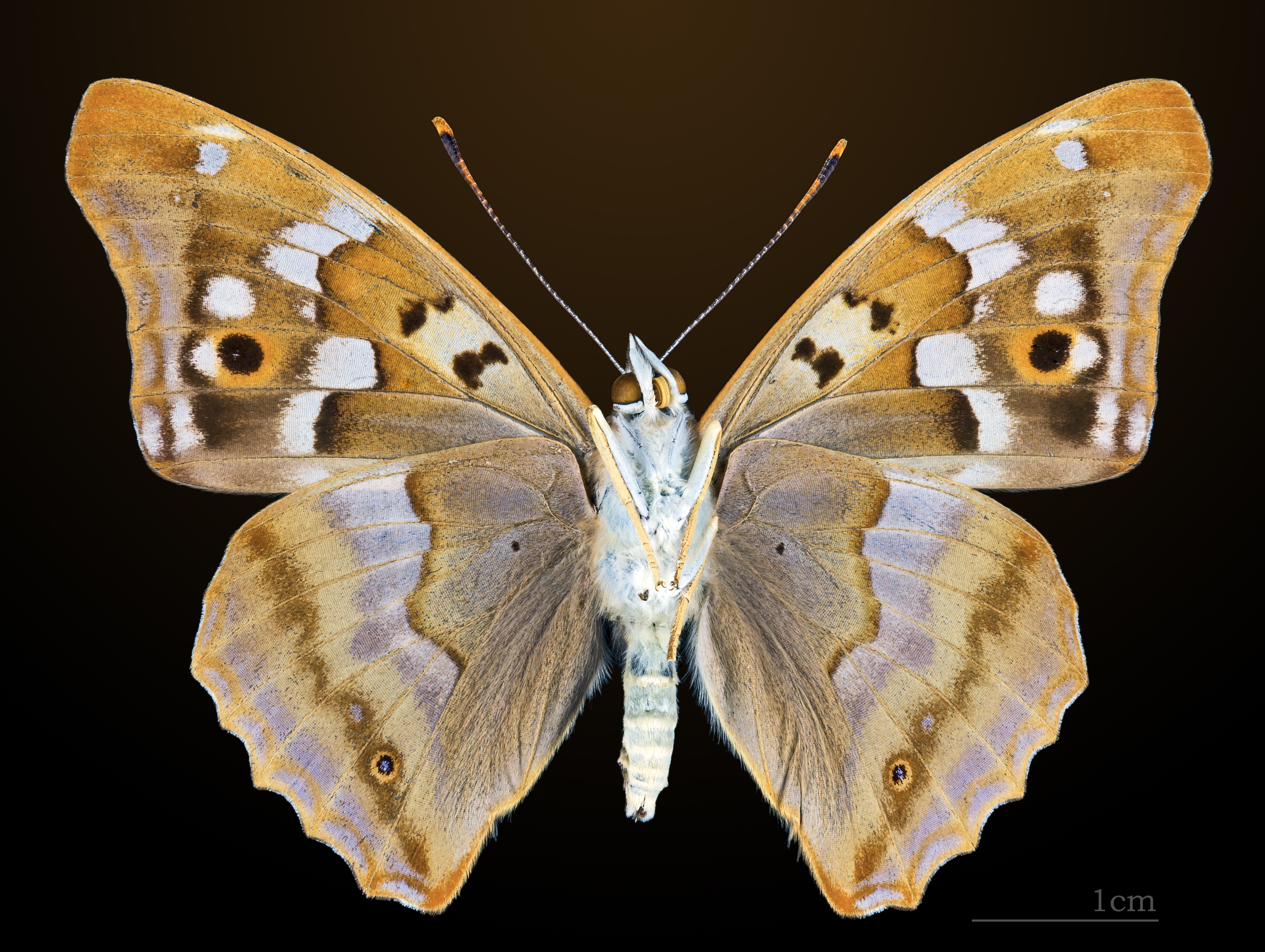
♂ △ Apatura ilia ilia
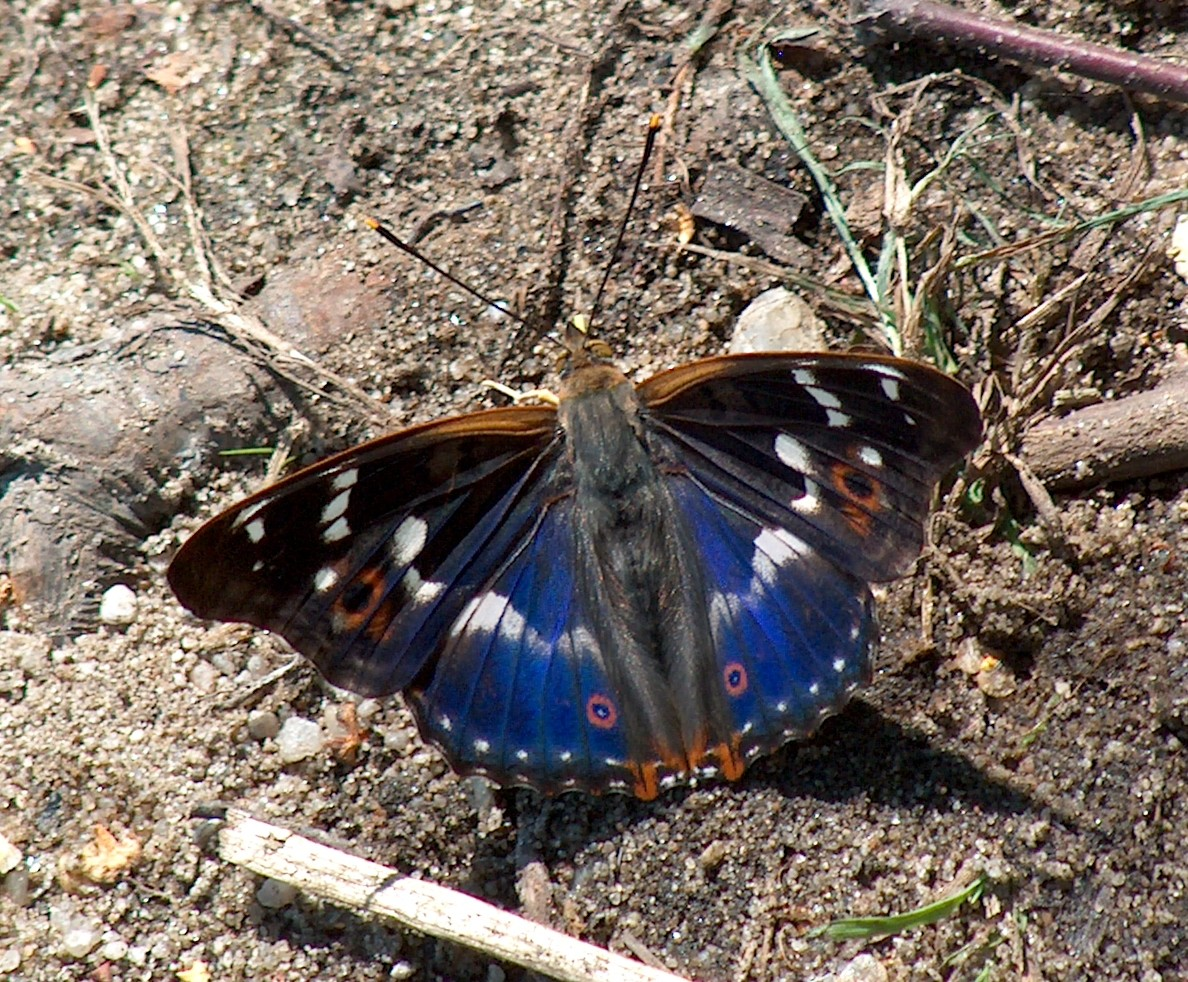
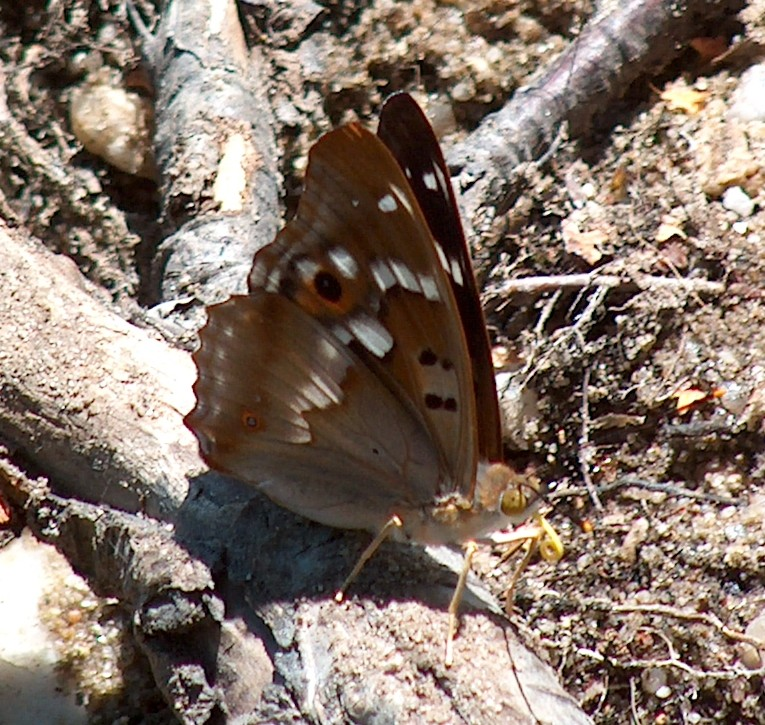
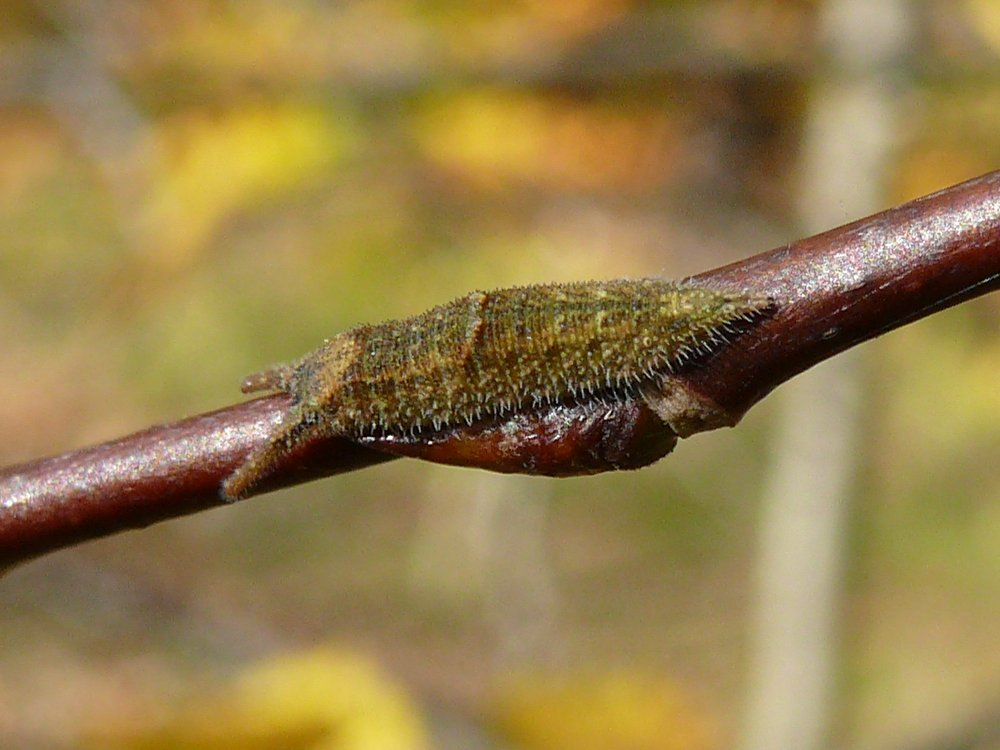
Caterpillar